# 網頁模板
網頁模板（Web Template）是將資料轉譯到一個描述顯示格式的版面上，使得內容與表現方式可以分離。

## 種類

### 基於WebServer端轉譯
ASP.NET
- ASP.NET MVC

PHP
- Smarty

### 基於用戶端轉譯
透過JavaScript與HTML DOM，使資料與展示層分離
- AngularJS
- KnockoutJS（英语：KnockoutJS）
- jQuery Template[1]
- PlannerFw Template[2]

## 外部連結
- Content-structure separation （页面存档备份，存于）
- 中的“網頁模板”